# Kostel Panny Marie Nadějné
Kostel Panny Marie Nadějné (fr. Église Notre-Dame-d'Espérance) je katolický farní kostel v 11. obvodu v Paříži, na rohu ulic Rue de la Roquette a Rue du Commandant-Lamy otevřený v roce 1997.

## Historie
Na počátku 20. století byla čtvrť Roquette dělnickou čtvrtí a její obyvatelé inklinovali více k socialismu než ke katolicismu. Proto se zde v roce 1911 kněz Jean-Émile Anizan (1853-1928) rozhodl založit kapli, která byla v letech 1928-1930 přestavěna na kostel. Kostel do roku 1973 spravovala kongregace Fils de la Charité (Synové křesťanské lásky), kterou v roce 1918 založil kněz Anizan. Poté přešla pod správu pařížské diecéze. Později bylo rozhodnuto o demolici kostela a postavení nového. Nový kostel byl dokončen v roce 1997.

## Architektura
Kostel navrhl architekt Bruno Legrand. Šedivá stavba je opatřena dvěma čtvercovými věžemi, mezi kterými je vitráž o rozměrech 20x11 m. Fasádu vedoucí na ulici Rue de la Roquette tvoří 22 skleněných desek s nápisy. Každý prvek je tvořen ze tří vrstev skla. Prostřední sklo je zeleně tónované s vyrytým citáty z Nového zákona. Způsob psaní je bustrofédon, takže jeden řádek je možno číst z vnější strany kostela, zatímco další řádek se čte z vnitřku kostela. Z vnějšku jsou texty převzaty z evangelií evangelií Matouše, Marka a Lukáše, zatímco uvnitř jsou úryvky části Janova evangelia a listů Petra. Skleněná fasáda na Rue du Commandant-Lamy je pokryta texty ze Starého zákona.
Pravá věž slouží jako zvonice, kde jsou zvony Geneviève a Lucie z původního kostela. Na vrcholku věže je kříž. V nice 3 metry nad zemí je umístěná bronzová socha Panny Marie Lucienna Heuvelmanse (1881-1944) z roku 1930.
Interiér je jednoduchý. Oltář a kříž jsou za dne osvětleny světlíkem. Oltář vytvořil sochař François Cante-Pacos a kříž sochař Nicolas Alquin. Kazatelna, kostelní lavice a křtitelnice byly vytvořeny v umělecké dílně Xylos. Varhany pocházejí z původního kostela.